# 佐治亚西南州立大学
美国佐治亚西南州立大学（英語：Georgia Southwestern State University，简称GSW）美国佐治亚西南州立大学是一所综合性公立学校。

## 历史
成立于1906年，位于美国佐治亚州历史古城阿梅里克斯，学校距离美国第四大城市亚特兰大两个多小时的车程。